# Palit
Palit je naselje na otoku Rabu. Administrativno, naselje pripada gradu Rabu, Primorsko-goranska županija.

## Zemljopisni položaj
Nalazi se u središnjem dijelu otoka, sjeverozapadno od grada Raba, u uvali Sv. Eufemije. Iz Palita se vidi poluotok Frkanj.
Najbliže naselje je grad Rab (200 m južno).

## Povijest
Palit je najmlađe rapsko naselje.

## Stanovništvo
Prema popisu iz 2001. godine, naselje je imalo 1601 stanovnika.
| broj stanovnika | 117   |       | 150   | 153   | 29    | 192   | 192   |       | 158   | 446   | 507   | 754   | 1348  | 1567  | 1593  | 1687  | 1580  |
|                 | 1857. | 1869. | 1880. | 1890. | 1900. | 1910. | 1921. | 1931. | 1948. | 1953. | 1961. | 1971. | 1981. | 1991. | 2001. | 2011. | 2021. |